# 1949 في إيطاليا
فيما يلي قوائم الأحداث التي وقعت خلال عام 1949 في إيطاليا.

## سياسة

### تعيين في المنصب
- 1 يناير – كارلو أغوستيني Patriarchate of Venice [الإنجليزية]‏.
- 5 ديسمبر – غيدو كاستلنوفو عضو مجلس الشيوخ مدى الحياة.

## أفلام
من الأفلام التي صدرت هذه السنة في إيطاليا:
- 19 سبتمبر – أسوار مالاباجا من إخراج رينيه كليمنت.

## مواليد

### يناير
- 1 يناير – فيديريكو كاباسو
- 19 يناير – أوتيلو بوشيريني متسابق دراجات نارية إيطالي.

### فبراير
- 1 فبراير – فرانكو كاوزيو لاعب كرة قدم إيطالي.
- 20 فبراير – ماريو ليجا متسابق دراجات نارية إيطالي.

### مارس
- 26 مارس – جوسبي ساباديني لاعب ومدرب كرة قدم إيطالي.

### أبريل
- 20 أبريل – ماسيمو داليما سياسي إيطالي.

### مايو
- 24 مايو – أوريليو دي لورينتيس منتج أفلام إيطالي.

### يونيو
- 22 يونيو – كارلو بيتريني ناشط إيطالي.

### أكتوبر
- 4 أكتوبر – أنتونيلو كوكوريدو لاعب ومدرب كرة قدم إيطالي.

### نوفمبر
- 22 نوفمبر – روكو كوميسو
- 22 نوفمبر – سيسيليا موليناري عداءة سرعة إيطالية.

### ديسمبر
- 27 ديسمبر – غويدو باشي متسابق دراجات نارية إيطالي.
- 30 ديسمبر – كلاوديو لوسواردي متسابق دراجات نارية إيطالي.

## وفيات

### يناير
- 18 يناير – تشارلز بونزي (مواليد 1882)

### مايو
- 4 مايو – روجر غرافا (مواليد 1922) لاعب كرة قدم فرنسي.
- 4 مايو – فالانتينو مازولا (مواليد 1919) لاعب كرة قدم إيطالي.

### أغسطس
- 21 أغسطس – كونتي روسيني (مواليد 1872) مستشرق إيطالي.